# László Sinkó
László Sinkó (Budapest, 18 de marzo de 1940 – Budapest, 31 de julio de 2015) fue un actor húngaro. Apareció en más de 90 películas y programas de televisión entre 1959 y 2009.

## Filmografía seleccionada
- Cat City (1986)
- The Conquest (1996)
- 1 (2009)